# Сальтхольм
Сальтхольм (дат. Saltholm «Соль-остров») — остров в проливе Эресунн, принадлежащий Дании. Находится к востоку от датского острова Амагер в муниципалитете Торнбю, и к западу от морской границы Дании и Швеции.

## География
Его длина составляет 7 километров, ширина — 3 километра, покрывая площадь в 15,99 км², что делает его 21-м островом Дании по площади. Остров является плоским и его наивысшая точка составляет около 5 метров, делая его уязвимым для наводнений при продолжительном восточном ветре, создающем регулярные большие волны в Балтийском море.
Остров является относительно молодым по геологическим меркам, так как поднялся из моря около 4000 лет назад. Сальтхольм окружён большой зоной мелководья (глубинами 2 м и меньше), которая покрывает площадь примерно в 2800 га. Некоторое количество островков, заливов и каменных отложений остались на южной оконечности острова от последнего ледникового периода.
По соседству с островом, южнее, находится искусственный остров Пеберхольм (Перец-остров), являющийся частью Эресуннского моста и названный по аналогии с Сальтхольмом.

## Флора и фауна
В растительности Сальтхольма преобладают в основном травы, которые образуют луга. Почвы состоят из отложений мела. Есть также небольшое количество деревьев, расположенных в основном на севере и юго-западе острова. Флора на острове представлена в основном пустырником сердечным (Leonurus cardiaca), чёрной беленой (Hyoscyamus niger), ирисом голубым (Iris spuria) и песчанкой.
Остров является крупнейшим датским пастбищем гусей, около 7000 которых посещают его в течение лета. Около 3500 молодых лебедей обитают летом на острове, а около 2000 остаются зимовать. 10 000—12 000 уток питаются и размножаются на Сальтхольме в течение осени и поздней зимы/весны. Сальтхольм является домом также и для крупнейшей в Европе колонии гаг, 15 000 которых живёт на острове весной и около 7000—8000 рождаются здесь каждый год.
Сальтхольм является защищённым природным заповедником диких птиц, которые в большом количестве гнездятся на острове. Некоторые участки почв образуют солончаки, которые в данном районе защищены Рамсарской конвенцией. Мидии, водоросли, улитки, ракообразные и рыбы в прибрежных водах острова являются важнейшей составляющей рациона водных птиц. Из-за важности Сальтхольма как заповедника дикой природы, доступ на остров строго ограничен. Доступ на остров осуществляется через маленькую пристань в Barakkebro на северной оконечности Сальтхольма.

## История

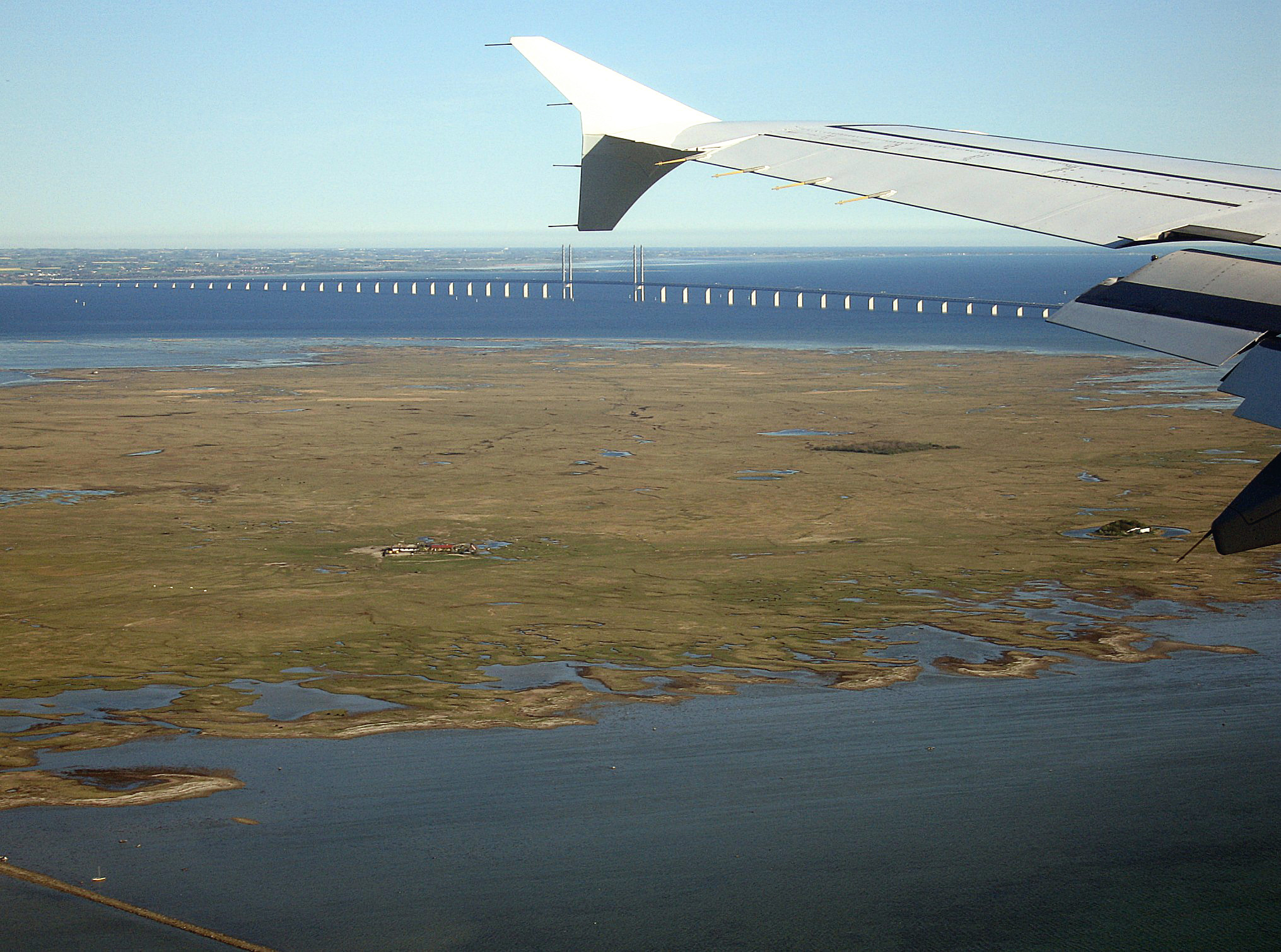
Сальтхольм с воздуха

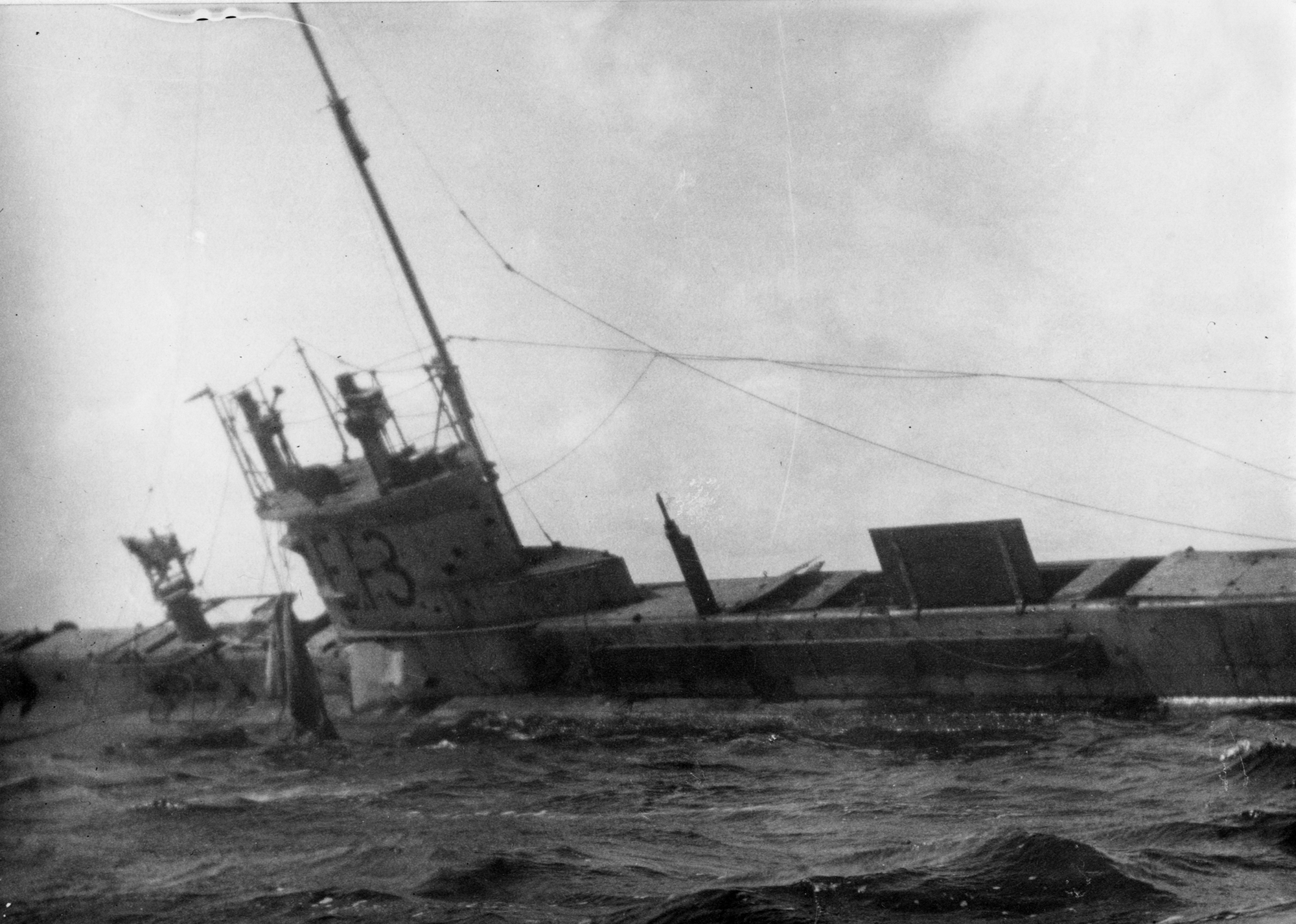
Британская подводная лодка HMS E13 села на мель у Сальтхольма, август 1915.

Первое упоминание острова датируется 1230 годом, когда король Вальдемар II передал Сальтхольм епископу Роскилле Нильсу Стигсену. В течение веков остров использовался для добычи известняка, который использовался по большей части в неподалёку расположенном Копенгагене. В 1289 году мэру Копенгагена были дарованы права на карьерную разработку Сальтхольма. Добыча известняка продолжалась вплоть до 1935. Остров также использовался в качестве пастбища для скота, принадлежавшего людям с недалеко расположенного острова Амагер. Коровы Сальтхольма были запечатлены в конце XIX-го века датским художником Теодором Филипсенем, который часто путешествовал на остров, чтобы рисовать скот и равнинный ландшафт.
Сальтхольм использовался как карантинная зона в 1709—1711 гг, когда Копенгаген страдал от вспышек бубонной чумы и холеры. Путешественники, желающие высадиться в городе, должны были оставаться на карантин на 40 дней.
В 1873 году частная компания Saltholmlaug купила остров у государства и до сих пор владеет им.
Местоположение острова имело определённое военное значение во время Второй мировой войны. Ещё в 1912 датское правительство построило на Сальтхольме «Зенитный Форт» на севере острова, установив несколько артиллерийских орудий калибром от 47 мм до 290 мм. Большинство орудий были установлены на барбетах и были защищены бронированными щитами, бетоном и земляными валами. Форт был всё ещё действующим к началу Второй мировой войны. Несмотря на то, что пушки были уже устаревшими, они всё равно создавали устрашающий вид для обычного человека.
Салтхольм был местом, где погибла британская субмарина HMS E13, которая села на мель около острова 17 августа 1915 из-за неисправного компаса. Двумя днями позже два немецких эсминца атаковали подлодку, в то время как она всё ещё не могла сдвинуться с места, а экипаж пытался снять её с мели. Пятнадцать подводников погибли, пока датские торпедоносцы не спугнули атакующих. Нарушение нейтралитета возмутило правительство Дании, которое выразило дипломатический протест Германии, а погибшим были оказаны высшие почести датского флота при захоронении. Выжившие члены экипажа были задержаны в Дании до окончания войны в ноябре 1918, а подбитая субмарина была уничтожена. Командир E13, лейтенант Джеффри Лейтон, сделал головокружительную карьеру в Королевском флоте и командовал Британским Восточным Флотом в ходе Второй мировой войны.
Остров долгое время предполагался местом для нового международного аэропорта и основы для связи между Данией и Швецией. Расположенный неподалёку Копенгагенский Аэропорт в Каструпе был одним из самых загруженных аэропортов Скандинавии, но он очень страдал от острой нехватки места и близости к застроенным районам. В 1965 Арктический совет принял общее решение о строительстве аэропорта на Сальтхольме для замены аэропорта в Каструпе и о строительстве моста-тоннеля через остров для соединения Копенгагена и Мальмё. Предложение активно поддерживалось Scandinavian Airlines System, основным пользователем Копенгагенского аэропорта. План предполагал строительство двух линий железной дороги, которые должны были перевозить до 20 миллионов пассажиров в год к 1990. 9-километровый мост должен был соединить остров с Мальмё, а 5-километровый тоннель — с Каструпом на датской стороне. Проект был оценён в £250 миллионов в 1967 (£3.1 млрд. / € 3.4 млрд в ценах 2009).
План был одобрен датским правительством в 1969 с запланированным окончанием в 1985. Тем не менее проект неоднократно откладывался из-за многих факторов, среди которых Нефтяной кризис 1973 года и его экономические последствия, сокращение воздушных путешествий и участники кампании против проекта, обращавшие внимание на влияние на хрупкую окружающую среду Эресунна и окружающих островов. План был отменён в 1979 и вместо этого были сделаны инвестиции в развитие Копенгагенского аэропорта. Когда дорога через Эресунн всё же была проложена, что произошло в 1990-х, она проходила на 1 км южнее Сальтхольма по искусственному острову Пеберхольм, чтобы не повредить природу Сальтхольма и шельфа вокруг него.